# Millennium (альбом)
«Millennium» (англ. «Тисячоліття») — третій студійний альбом американської гурту Backstreet Boys. Він вийшов після американської версії дебютного альбому і другого міжнародного альбому «Backstreet's Back», ставши першим альбомом групи, що вийшов в одній версії і в один час в усьому світі.
Альбом став найуспішнішим альбомом групи. «Millennium» ставав платиновим в США тринадцять разів і отримав золотий і платиновий статус в 45 країнах світу. Він отримав 5 номінацій на премію Ґреммі, включаючи «Альбом року» і займає восьме місце в списку найпродаваніших альбомів у світі. Всього в усьому світі було продано понад 40 млн екземплярів альбому.

## Список пісень
| #   | Назва                                 | Автор                                        | Тривалість |
| --- | ------------------------------------- | -------------------------------------------- | ---------- |
| 1.  | «Larger than life»                    | Макс Мартін, Крістіан Лундин, Браян Літтрелл | 3:52       |
| 2.  | «I want it that way»                  | Андреас Карлссон, Макс Мартін                | 3:33       |
| 3.  | «Show me the meaning of being lonely» | Макс Мартін, Герберт Кричлоу                 | 3:54       |
| 4.  | «It's gotta be you»                   | Макс Мартін, Роберт Джон Ленг                | 2:56       |
| 5.  | «I need you tonight»                  | Ендрю Фромм                                  | 4:23       |
| 6.  | «Don't want you back»                 | Макс Мартін                                  | 3:25       |
| 7.  | «Don't wanna lose you now»            | Макс Мартін                                  | 3:54       |
| 8.  | «The one»                             | Макс Мартін, Браян Літтрелл                  | 3:46       |
| 9.  | «Back to your heart»                  | Гері Бейкер, Джейсон Блюме, Кевин Ричардсон  | 4:21       |
| 10. | «Spanish eyes»                        | Ендрю Фромм, Сенді Лінцер                    | 3:53       |
| 11. | «No one else comes close»             | Гері Бейкер, Джозеф Томас, Вейн Перрі        | 3:42       |
| 12. | «The perfect fan»                     | Браян Літтрелл, Джозеф Томас                 | 4:13       |